# Zielona wyspa (slogan polityczny)

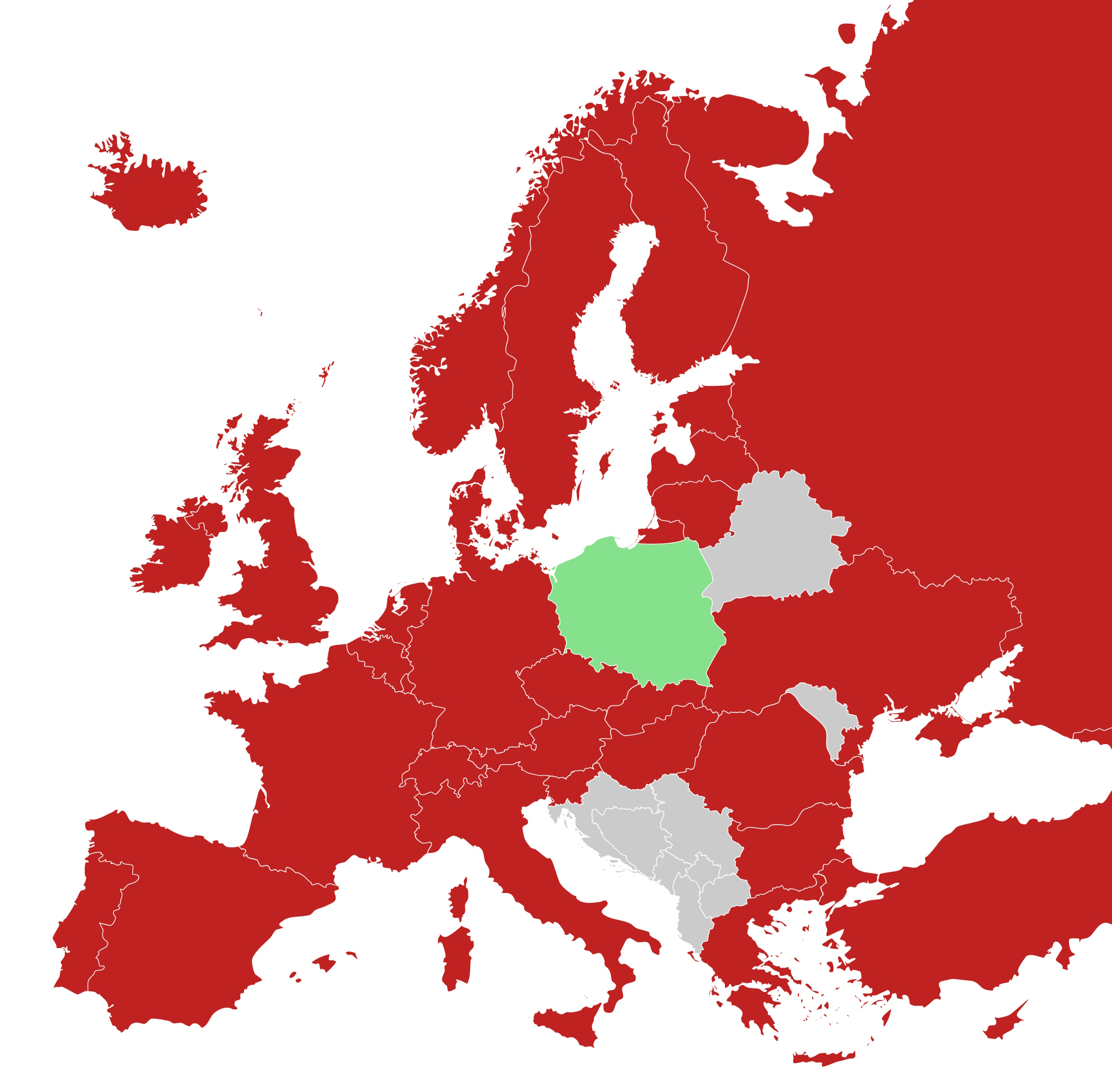
Przybliżony wygląd przedstawianych na konferencji premiera Donalda Tuska map, obrazujących „zieloną wyspę”

Zielona wyspa – slogan polityczny powstały w 2009 roku, będący metaforą na ówczesny wzrost polskiego PKB w sytuacji, gdy reszta Europy notowała spadki produktu krajowego brutto w wyniku globalnego kryzysu finansowego. Za narodziny terminu uznaje się konferencję prasową Donalda Tuska w budynku warszawskiej giełdy, gdzie premier z ówczesnym ministrem finansów Jackiem Rostowskim przemawiali na tle map wyraźnie pokazujących Polskę jako jeden z niewielu lub jedyny kraj w kolorze zielonym na tle Europy pokolorowanej na czerwono (wyłączając kraje z brakiem danych).
Slogan ten spotkał się z wyraźną reakcją ze strony mediów i na stałe zapisał się w polskim dyskursie politycznym, z powodu przytaczania go na przestrzeni lat przez dziennikarzy oraz zwolenników i przeciwników polityki Donalda Tuska.